# Kujundžijevići
Kujundžijevići (cyr. Кујунџијевићи) – wieś w Bośni i Hercegowinie, w Republice Serbskiej, w gminie Rogatica. W 2013 roku liczyła 37 mieszkańców.